# Phản địa đàng
Phản địa đàng (tiếng Anh: dystopia) (từ tiếng Hy Lạp cổ: δυσ (dus) 'xấu' và τόπος (tópos) 'nơi chốn'; còn có cách gọi khác là cacotopia hoặc phản utopia) là một cộng đồng xã hội đáng sợ, khủng khiếp, một thế giới mất ổn định. Đó là một từ trái nghĩa của utopia, một thuật ngữ được đặt ra bởi Sir Thomas More và được coi là tiêu đề của tác phẩm nổi tiếng nhất của ông, xuất bản năm 1516, một tác phẩm thiết kế một xã hội lý tưởng với tội phạm, bạo lực và nghèo đói luôn ở mức thấp nhất.
Phản địa đàng được biết đến bởi các yếu tố như vô nhân đạo, chính phủ bạo chúa, thảm họa môi trường, hoặc các đặc điểm khác liên quan đến sự suy đồi những giá trị tốt đẹp của xã hội. Xã hội phản địa đàng xuất hiện trong nhiều tác phẩm giả tưởng và tác phẩm nghệ thuật, đặc biệt là trong các câu chuyện kể về tương lai. Một số ví dụ nổi tiếng nhất là Thế giới mới nhiệm màu của Aldous Huxley (1932), Một chín tám tư (1949) của George Orwell, và Fahrenheit 451 (1953) của Ray Bradbury. Xã hội phản địa đàng xuất hiện trong nhiều thể loại tiểu thuyết và thường được sử dụng để cảnh tỉnh nhân loại chú ý đến xã hội, môi trường, chính trị, kinh tế, tôn giáo, tâm lý học, đạo đức, khoa học hoặc công nghệ. Một số tác giả sử dụng thuật ngữ này để ám chỉ một số xã hội hiện tại, nhiều trong số đó, hoặc đã từng là các quốc gia hoặc xã hội toàn trị trong tình trạng khủng hoảng.
Một số học giả, chẳng hạn như Gregory Claeys và Lyman Tower Sargent, tạo ra sự khác biệt nhất định giữa các từ đồng nghĩa điển hình của phản địa đàng. Ví dụ, Claeys và Sargent định nghĩa literary dystopia là xã hội tưởng tượng tồi tệ hơn so với xã hội mà tác giả viết, trong khi phản utopia đóng vai trò như những lời chỉ trích chống lại các khái niệm về xã hội utopia. Trong tác phẩm Dystopia: A Natural History, Claeys đưa ra một cách tiếp cận lịch sử cho những định nghĩa này. Ở đây, định nghĩa bắt nguồn từ những phản ứng đầu tiên đối với Cách mạng Pháp. Thường là chủ nghĩa cá nhân cực đoan và hoàn toàn phản chủ nghĩa tập thể được nhấn mạnh, với việc bổ sung các chủ đề khác về sự nguy hiểm của khoa học và công nghệ, về sự bất bình đẳng xã hội, của chế độ độc tài, của chiến tranh hạt nhân.

## Từ nguyên
"Dustopia", cách viết ban đầu của từ "dystopia", lần đầu tiên xuất hiện trong tác phẩm Utopia: or Apollo's Golden Days của Lewis Henry Younge vào năm 1747. Ngoài ra, dystopia đã được John Stuart Mill sử dụng như một từ trái nghĩa với utopia trong một bài diễn văn Nghị viện năm 1868 (Hansard Commons) bằng cách thêm tiền tố "dys" (tiếng Hy Lạp cổ: δυσ- "xấu") kết hợp với "topia", diễn giải lại "u" ban đầu là tiền tố "eu" (tiếng Hy Lạp cổ: ευ- "tốt") thay vì "ou" (tiếng Hy Lạp cổ: οὐ  "không phải"). Nó được sử dụng để tố cáo chính sách đất đai Ireland của chính phủ: "Có lẽ, gọi họ là Utopians là quá khen, họ nên được gọi là dys-topian hoặc caco-topian. Những gì thường được gọi là Utopian là điều gì đó quá tốt để có thể thực hiện; nhưng những gì họ có vẻ ủng hộ thì lại quá tồi tệ để có thể thực hiện được".
Nhiều thập kỷ trước khi từ "dystopia" được ghi nhận lần đầu tiên, đã có từ "cacotopia"/"kakotopia" (sử dụng tiếng Hy Lạp cổ: κακόs, "xấu, xấu xa") ban đầu được đề xuất vào năm 1818 bởi Jeremy Bentham, "Như một sự tương xứng với utopia (hoặc khái niệm tưởng tượng của chính phủ tốt nhất), giả sử có một cacotopia (hoặc khái niệm tưởng tượng của chính phủ tồi tệ nhất) được phát hiện và mô tả". Mặc dù dystopia trở thành thuật ngữ phổ biến hơn, cacotopia thỉnh thoảng vẫn được sử dụng; Anthony Burgess, tác giả của A Clockwork Orange (1962), cho rằng từ này (cacotopia) phù hợp hơn với Một chín tám tư của Orwell vì "nghe có vẻ tồi tệ hơn dystopia".

## Xã hội

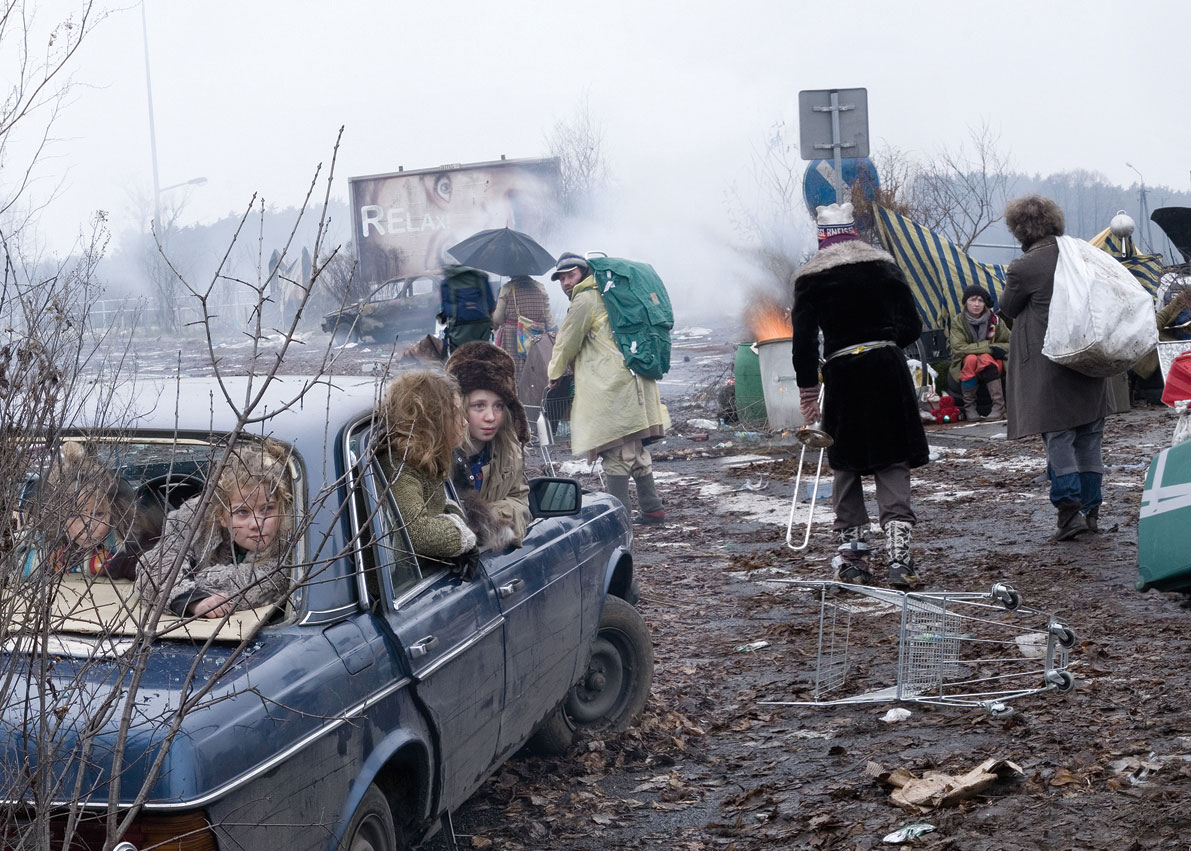
Mọi người rời khỏi thành phố, ảnh nghệ thuật của Zbigniew Libera, tưởng tượng ra một tương lai đen tối, trong đó mọi người phải rời khỏi vùng đô thị trên bờ vực suy vong

Phản địa đàng thường phản ánh thực tế xã hội chính trị đương thời và ngoại suy các tình huống xấu nhất như cảnh báo cho sự biến chất của xã hội cũng như phải thận trọng với nó. Những tác phẩm hư cấu về Dystopia luôn phản ánh những mối quan tâm và nỗi sợ hãi về văn hóa đương thời của người sáng tạo ra chúng. Do đó, chúng có thể được coi là một chủ đề của khoa học xã hội. Trong một nghiên cứu năm 1967, Frank Kermode cho rằng sự thất bại của các lời tiên tri tôn giáo đã dẫn đến một sự thay đổi trong cách xã hội nắm bắt chế độ cổ xưa này. Christopher Schmidt lưu ý rằng, trong khi thế giới lãng phí cho các thế hệ tương lai, con người thường tự đánh lạc hướng họ khỏi nỗi sợ thảm họa bằng cách thụ động xem nó như một trò giải trí.
Trong những năm 2000 và 2010, có một sự đột biến của dòng văn học thiếu niên nổi tiếng và phim bom tấn. Một số người đã bình luận về xu hướng này, nói rằng "dễ hình dung sự kết thúc của thế giới hơn là hình dung sự kết thúc của chủ nghĩa tư bản ". Theo James, một diễn viên trong Divergent, giải thích rằng "những người trẻ đặc biệt có niềm đam mê với thể loại này [... ] Nó trở thành một phần của ý thức. Bạn lớn lên trong một thế giới nơi phần lớn thời gian đều dành cho hội đàm  - các số liệu thống kê về sự ấm lên toàn cầu. Môi trường sống đang bị biến đổi. Thời tiết có sự bất thường. Có những điều rất trực quan và rất rõ ràng, và chúng khiến bạn đặt câu hỏi về tương lai và làm thế nào chúng ta sẽ sống sót. Đó là một phần của cuộc sống hàng ngày mà những người trẻ tuổi chắc chắn - có ý thức hay không - đang đặt câu hỏi về tương lai của họ và Trái đất sẽ ra sao. Tôi chắc chắn. Tôi tự hỏi những đứa trẻ của con tôi sẽ sống trong thế giới như thế nào. "

## Chủ đề phổ biến

### Chính trị
Trong The Sleeper Awakes, H. G. Wells đã mô tả giai cấp thống trị là những kẻ theo chủ nghĩa khoái lạc và nông cạn. George Orwell so sánh thế giới của Wells với thế giới được miêu tả trong The Iron Heel của Jack London, nơi những kẻ thống trị phản địa đàng tàn bạo và đắm chìm trong sự cuồng tín, mà Orwell coi đó là một ví dụ hợp lý hơn.
Các nguyên tắc chính trị gốc rễ của utopia viễn tưởng (hay "thế giới hoàn hảo") đều dựa trên nguyên tắc duy tâm và có tác động tích cực đến cộng đồng dân cư; tuy vậy các nguyên tắc chính trị của phản địa đàng viễn tưởng cũng dựa vào những lý tưởng của utopia, dẫn đến những hậu quả tiêu cực nhất định cho cộng đồng vì trong cái lý tưởng vẫn có thể tồn tại những lỗ hổng chết người.
Phản địa đàng thường chứa đầy những quan điểm bi quan về giai cấp thống trị hoặc một chính phủ tàn bạo hoặc không quan tâm gì đến dân chúng, sử dụng vũ lực để cai trị là chính. Chính phủ phản địa đàng đôi khi bị cai trị bởi một chế độ phát xít hoặc chế độ độc tài. Các nhóm chính phủ phản địa đàng này thường có các nhân vật chính hoặc các tổ chức lãnh đạo " kháng chiến " một cách công khai hoặc bí mật để tạo nên sự thay đổi trong xã hội của họ, như được thấy trong V for Vendetta của Alan Moore.
Các tình hình chính trị của phản địa đàng được mô tả trong các tiểu thuyết như We, Parable of the Sower, Darkness at Noon, Một chín tám tư, Thế giới mới tươi đẹp, Đấu trường sinh tử, Divergent và Fahrenheit 451 và các bộ phim như: Metropolis, Brazil, Battle Royale, FAQ: Những câu hỏi thường gặp, Soylent Green, Logan's Run và Running Man.

### Kinh tế học
Các cấu trúc kinh tế của các xã hội phản địa đàng trong văn học và các phương tiện truyền thông khác có nhiều biến thể, vì nền kinh tế thường liên quan trực tiếp đến các yếu tố mà nhà văn mô tả là nguồn cơn của sự áp bức. Có một số khuôn mẫu mà các xã hội như vậy có xu hướng theo. Chẳng hạn như là sự mâu thuẫn giữa kinh tế kế hoạch với kinh tế thị trường tự do, sự mâu thuẫn như vậy được tìm thấy trong các tác phẩm như Anthem của Ayn Rand và truyện ngắn "The Iron Standard" của Henry Kuttner. Một ví dụ khác về điều này được phản ánh trong bộ phim Rollerball năm 1975 của Norman Jewison.
Một số phản địa đàng, chẳng hạn như Một chín tám tư, nổi bật với các chợ đen với hàng hóa nguy hiểm, khó lấy và nền kinh tế do nhà nước kiểm soát. Player Piano của Kurt Vonnegut lại mô tả một phản địa đàng trong đó hệ thống kinh tế được kiểm soát tập trung thực sự đã làm cho nguồn của cải vật chất dồi dào nhưng lại làm mất đi khối lượng lao động có ý nghĩa của nhân loại. Hầu như tất cả các công việc đều nguy hiểm, không vừa lòng và chỉ một số ít trong nhóm nhỏ đạt được thừa hưởng nền giáo dục, gia nhập vào giới thượng lưu. Xã hội trong Don't Bite the Sun của Tanith Lee không có bất kỳ sự thiếu thốn nào – chỉ có sự tiêu thụ không ngừng nghỉ và chủ nghĩa khoái lạc, khiến nhân vật chính bắt đầu tìm kiếm ý nghĩa sâu sắc hơn cho sự tồn tại. Ngay cả trong phản địa đàng nơi hệ thống kinh tế không phải là nguồn cơn của sự rạn nứt xã hội, như trong Thế giới mới tươi đẹp, nhà nước thường kiểm soát nền kinh tế; một nhân vật, phản ứng với sự kinh hoàng trước một đề nghị không chấp nhận trở thành một phần của xã hội - vốn được trích dẫn như một lý do mà mọi người làm việc vì những người khác.
Các tác phẩm khác khác có đề cập đến sự tư nhân hóa và chủ nghĩa nghiệp đoàn sâu rộng; cả hậu quả của chủ nghĩa tư bản, nơi các tập đoàn lớn thuộc sở hữu tư nhân và không thể đếm được đã thay thế chính phủ trong việc đưa ra chính sách và đưa ra quyết định. Họ thao túng, xâm nhập, kiểm soát, mua chuộc, được ký hợp đồng và đóng vai trò như chính phủ. Điều này được thấy trong các tiểu thuyết như Jennifer Government và Oryx và Crake và các bộ phim như Alien, Avatar, RoboCop, Visioneers, Idiocracy, Soylent Green, THX 1138, WALL-E và Rollerball. Các nước cộng hòa doanh nghiệp là phổ biến trong thể loại cyberpunk như trong Snow Crash của Neal Stephenson và Người Máy có mơ về Cừu Điện không? của Philip K. Dick (cũng như Blade Runner, chịu ảnh hưởng và dựa trên tiểu thuyết của Dick).

#### Giai cấp
Phản địa đàng viễn tưởng thường vạch ra sự tương phản rõ rệt giữa các đặc quyền của giai cấp thống trị và sự tồn tại ảm đạm của giai cấp công nhân. Trong tiểu thuyết Thế giới mới tươi đẹp, được viết vào năm 1931 bởi Aldous Huxley, một hệ thống giai cấp được xác định sẵn với nhân loại ngay trước khi họ chào đời như Alphas, Betas, Gammas, Deltas và Epsilons, các lớp thấp hơn đã bị làm suy giảm chức năng não bộ và bị điều chỉnh đặc biệt khiến họ cảm thấy hài lòng với vị trí của họ trong cuộc sống. Bên ngoài xã hội này cũng tồn tại một số cộng đồng dân cư sống và làm việc một cách bình thường nhưng bị hệ thống giai cấp mô tả là "man di mọi rợ".
Trong Ypsilon Minus của Herbert W. Franke, con người được chia thành nhiều nhóm được xếp thứ bậc theo thứ tự bảng chữ cái abc.

### Gia đình
Một số phản địa đàng viễn tưởng, như Thế giới mới tươi đẹp và Fahrenheit 451, đã xóa sổ gia đình và ngăn cho nó khỏi tái cơ cấu thành một tổ chức xã hội. Trong Thế giới mới tươi đẹp, trẻ em được sinh ra một cách nhân tạo, các khái niệm "mẹ" và "cha" bị coi là ghê tởm. Trong một số tiểu thuyết, như We, chính quyền có hiềm khích với tình mẫu tử vì một người phụ nữ mang thai từ One State đã nổi dậy.

### Tôn giáo
Các nhóm tôn giáo đóng vai trò của những người bị áp bức và áp bức. Trong Thế giới mới tươi đẹp, việc thành lập nhà nước bao gồm việc chặt đứt ngọn của tất cả cây thánh giá (biểu tượng của Kitô giáo) để biến chúng thành chữ "T", (như biểu tượng của Ford Model T của Henry Ford). Cuốn tiểu thuyết The Handmaid 's Tale của Margaret Atwood diễn ra ở một nước Mỹ tương lai dưới chế độ thần quyền dựa trên Kitô giáo. Một trong những ví dụ sớm nhất của chủ đề này là Lord of the World của Robert Hugh Benson, về một thế giới tương lai nơi Hội Tam Điểm đã nắm quyền lãnh đạo thế giới và tôn giáo duy nhất còn sót lại là bộ phận thiểu số người theo Công giáo La Mã.

### Cái tôi cá nhân
Trong tiểu thuyết Nga We của Yevgeny Zamyatin, xuất bản lần đầu năm 1921, mọi người được phép sống ngoài cái nhìn của công chúng hai lần một tuần trong một giờ và chỉ được gọi bằng số thay vì tên. Trong một số tác phẩm dystopia, chẳng hạn như Harrison Bergeron của Kurt Vonnegut, xã hội buộc các cá nhân phải tuân thủ các chuẩn mực xã hội bình đẳng triệt để ngăn cản hoặc làm thui chột tài năng hoặc thậm chí là quyền lợi như những hình thức bất bình đẳng.

### Bạo lực
Bạo lực là yếu tố phổ biến ở nhiều tác phẩm phản địa đàng, thường ở dạng chiến tranh, nhưng cũng có trong các tội phạm đô thị do các băng đảng (chủ yếu là thanh thiếu niên) lãnh đạo (ví dụ A Clockwork Orange), hoặc tội phạm hiếu chiến xuất hiện trong các đề tài thể thao đẫm máu (ví dụ: Battle Royale, The Running Man, Đấu trường sinh tử và Divergent). Nó cũng được giải thích trong bài tiểu luận "Ground Zero" của Suzanne Berne, nơi cô giải thích trải nghiệm của mình về hậu quả của sự kiện ngày 11 tháng 9 năm 2001.

### Tự nhiên
Bối cảnh của phản địa đàng thường là đô thị và thường cô lập các nhân vật của chúng khỏi mọi tiếp xúc với thế giới tự nhiên. Đôi khi, chúng còn buộc các nhân vật của mình phải né tránh tự nhiên, vì có một số trường hợp đi bộ bị coi là hành vi phản xã hội nguy hiểm trong Fahrenheit 451 của Ray Bradbury, cũng như trong truyện ngắn đồng tác giả " The Pedestrian ". Trong That Hideous Strength của C.S. Lewis, khoa học do chính phủ điều phối hướng tới việc kiểm soát tự nhiên và loại bỏ bản năng tự nhiên của con người. Trong Thế giới mới tươi đẹp, tầng lớp thấp hơn bị điều chỉnh khiến họ sợ hãi tự nhiên nhưng vẫn bị buộc phải đi đày đến vùng nông thôn và thực hiện các hoạt động vui chơi giải trí để thúc đẩy hoạt động kinh tế. " The Giver " của Lois Lowry cho thấy một xã hội nơi công nghệ và tham vọng tạo ra một utopia đã khiến loài người thực hiện kiểm soát khí hậu đối với môi trường, cũng như loại bỏ nhiều loài không thuần hóa, kiểm soát tâm lý và các loại dược phẩm loại bỏ bản năng con người. " The Machine Stops " của E. M. Forster mô tả một môi trường sống toàn cầu bị thay đổi mạnh mẽ buộc con người phải sống dưới lòng đất do ô nhiễm không khí. Như Angel Galdon-Rodriguez chỉ ra, sự cô lập này gây ra bởi thảm họa độc hại từ bên ngoài sau này đã được Hugh Howey sử dụng trong sê-ri dystopia Silo.
Ô nhiễm quá mức phá hủy thiên nhiên là điều phổ biến trong nhiều bộ phim kinh điển, như The Matrix, RoboCop, WALL-E và Soylent Green. Vẫn có phản địa đàng "màu xanh" còn tồn tại, chẳng hạn như trong truyện ngắn " The Punishment of Luxury " của Michael Carson, và Riddley Walker của Russell Hoban. Riddley Walker lấy bối cảnh thế giới hậu chiến tranh hạt nhân, "một hậu thảm sát hạt nhân Kent, nơi thế giới trở về thời kỳ đồ sắt ".

### Khoa học và Công nghệ
Trái ngược với những tuyên bố của utopia về công nghệ, coi công nghệ là một điều gì đó có lợi cho tất cả các khía cạnh của nhân loại, dystopia lại quan tâm và tập trung phần lớn (nhưng không phải luôn luôn) vào các tác động tiêu cực do công nghệ mới gây ra.

#### Những tuyên bố điển hình của phản địa đàng
1. Công nghệ phản chiếu và dung túng cho các khía cạnh tồi tệ nhất của bản chất con người. Jaron Lanier, một nhà tiên phong kỹ thuật số, đã trở thành một người phản địa đàng về công nghệ. "Tôi nghĩ đó là một cách diễn giải công nghệ trong đó mọi người đã quên mất việc chịu trách nhiệm", ông nói.
'' Ồ, đó là máy tính đã làm nó, không phải tôi. ' 'Không còn tầng lớp trung lưu nữa? Ồ, không phải tôi. Máy tính đã làm điều đó '' (Lanier). Trích dẫn này giải thích rằng mọi người bắt đầu không chỉ đổ lỗi cho công nghệ về những thay đổi trong lối sống mà còn tin rằng công nghệ là một thế lực toàn năng. Nó cũng chỉ ra một quan điểm xác định công nghệ về mặt thống nhất.
2. Công nghệ gây tổn hại cho giao tiếp giữa các cá nhân, các mối quan hệ và cộng đồng của chúng tôi.
- giảm giao tiếp giữa các thành viên gia đình và các nhóm bạn bè do thời gian sử dụng công nghệ tăng lên
- không gian ảo nâng cao một cách sai lệch tác động của sự hiện diện thực sự; con người ngày nay đã quá lạm dụng phương tiện công nghệ để giao tiếp.

3. Công nghệ củng cố hệ thống phân cấp - tập trung kiến thức và kỹ năng; tăng cường giám sát và xói mòn quyền riêng tư; mở rộng sự bất bình đẳng về quyền lực và sự giàu có; từ bỏ quyền kiểm soát máy móc). Douglas Rushkoff, một người không tưởng về công nghệ, nói trong bài báo của mình rằng các nhà thiết kế chuyên nghiệp "tái bí ẩn" máy tính để nó không còn dễ đọc nữa; Người dùng phải phụ thuộc vào các chương trình đặc biệt được tích hợp trong phần mềm không thể hiểu được đối với người dùng thông thường.
4. Các công nghệ mới đôi khi bị lũy thoái (tệ hơn các công nghệ trước đó).
5. Các tác động không lường trước của công nghệ là tiêu cực. Ví dụ phổ biến nhất là có một số trí thông minh nhân tạo kỳ diệu trên bầu trời hoặc trên đám mây hoặc thứ gì đó biết cách dịch, và thật tuyệt vời khi điều này có sẵn miễn phí. Nhưng có một cách khác để xem xét, đó là cách đúng về mặt kỹ thuật: Bạn thu thập được rất nhiều thông tin từ các dịch giả thực sự đã dịch các cụm từ. Nó rất lớn nhưng rất giống Facebook, nó bán mọi người cho chính họ... [Với bản dịch] bạn đang tạo ra kết quả này có vẻ kỳ diệu nhưng trong khi đó, các dịch giả ban đầu không được trả tiền cho công việc của họ... Bạn thực sự đang làm cho nền kinh tế bị co lại. ' 
6. Hiệu quả và lựa chọn nhiều hơn có thể gây hại cho chất lượng cuộc sống của chúng ta (bằng cách gây căng thẳng, phá hủy công việc, khiến chúng tôi trở nên thực dụng hơn). Trong bài viết của mình "Perst-o! Change-o!, James Gleick, một người phản địa đàng về công nghệ đề cập đến điều khiển từ xa là ví dụ kinh điển của công nghệ không giải quyết được vấn đề "nó phải giải quyết". Gleick trích dẫn Edward Tenner, một nhà sử học về công nghệ, rằng khả năng và dễ dàng chuyển đổi kênh bằng điều khiển từ xa phục vụ đã khiến người xem bị phân tâm. Sau đó nó chỉ mong rằng mọi người sẽ trở nên không hài lòng hơn với kênh họ đang xem.
7. Các công nghệ mới không thể giải quyết các vấn đề của các công nghệ cũ hoặc chỉ tạo ra các vấn đề mới. Ví dụ về điều khiển từ xa cũng giải thích cho tuyên bố này, vì sự gia tăng mức độ lười biếng và không hài lòng rõ ràng không phải là vấn đề thời gian mà không có điều khiển từ xa. Ông cũng lấy ví dụ của nhà tâm lý học xã hội Robert Levine về người Indonesia, " 'giải trí chính của họ là xem cùng một vài ca kịch và nhảy múa, hết tháng này qua tháng khác, từ năm này qua năm khác,' và với người Sherpa ở Nepal là ăn khoai tây và trà trong phần lớn cuộc đời. Người Indonesia và Sherpas đều cảm thấy hài lòng ". Do đó phát minh ra điều khiển từ xa chỉ tạo ra nhiều vấn đề hơn.

## Liên kết ngoại
- Dystopia Tracker, dự đoán về tương lai và nhận thức của họ trong cuộc sống thực.
- Dystopic, dystopia viễn tưởng và vị trí của nó trong thực tế.
- Dystopias, trong Bách khoa toàn thư về khoa học viễn tưởng
- Climate Change Dystopia, thảo luận về sự phổ biến hiện tại của thể loại phản địa đàng.